# 普瓦斯基 (密蘇里州)
普瓦斯基（英語：Pulaski）是位於美國密蘇里州里普利縣的非建制地區。

## 歷史
普瓦斯基的郵局於1912年設立，其後於1935年停運。

## 地理
普瓦斯基所處的海拔為高於海平面132米（即433英呎），而該地所採用的時區為UTC-6，即北美中部時區（CST）。同時該地設有夏令時間，為UTC-6調快一小時，即UTC-5（CDT）。